# Quang Trung
Quang Trung (1753 – 16 tháng 9 năm 1792), tước hiệu khi chưa lên ngôi là Bắc Bình Vương, tên thuở nhỏ là Thơm (hay Hồ Thơm), quê gốc Nghệ An sau đổi tên thành Nguyễn Huệ (阮惠), là một nhà chính trị và quân sự người Việt Nam. Ông là vị hoàng đế thứ 2 của Nhà Tây Sơn sau khi anh trai là Thái Đức Hoàng đế Nguyễn Nhạc thoái vị và nhường ngôi.
Nguyễn Huệ và 2 người anh em của ông, được biết đến với tên gọi Tây Sơn tam kiệt, là những lãnh đạo của cuộc khởi nghĩa Tây Sơn đã chấm dứt cuộc nội chiến Trịnh – Nguyễn phân tranh giữa hai tập đoàn phong kiến Trịnh ở phía bắc và Nguyễn ở phía nam, lật đổ hai tập đoàn này cùng Nhà Hậu Lê, chấm dứt tình trạng phân biệt Đàng Trong – Đàng Ngoài kéo dài suốt 2 thế kỷ. Ngoài ra, Quang Trung còn là người đánh bại các cuộc xâm lược Đại Việt của Xiêm La từ phía nam, của Đại Thanh từ phía bắc. Bản thân ông đã cầm quân chiến đấu từ năm 18 tuổi, trong 20 năm liền đã trải qua hàng chục trận đánh lớn, và chưa thua một trận nào.
Nhà sử học Phan Huy Lê đã đánh giá "Quang Trung không chỉ là một nhà quân sự lỗi lạc mà còn là một nhà chính trị có biệt tài" Với nhãn quan tiến bộ, chỉ trong 3 năm, ông đã liên tiếp đề ra nhiều kế hoạch cải cách tiến bộ trong kinh tế, văn hóa, giáo dục, quân sự,... nhằm xây dựng đất nước và tiếp thu khoa học kỹ thuật hiện đại từ phương Tây. Về nhân sự, ông đã xuống chiếu cầu hiền và trọng dụng nhiều nhân tài như Ngô Thì Nhậm, Phan Huy Ích, Nguyễn Thiệp, Nguyễn Huy Lượng,... Về quân sự, ông cho xây dựng quân đội trang bị hiện đại. Về kinh tế, ông cải cách chế độ đinh điền và ruộng đất, khuyến khích thủ công nghiệp, mở rộng ngoại thương với phương Tây. Về giáo dục, ông cải tiến thi cử theo hướng thiết thực và ban hành chính sách khuyến học, khuyến khích dùng chữ Nôm thuần Việt thay cho chữ Hán, sắp xếp lại chùa chiền dư thừa và bài trừ mê tín dị đoan. Giới sử học đánh giá rất cao những cải cách này bởi chúng mang xu hướng rất tiến bộ và vượt trên các nước châu Á đương thời, có thể đưa đất nước thoát khỏi sự trì trệ đã kéo dài trên 100 năm của chế độ phong kiến thời Trịnh – Nguyễn. Đến tận mãi sau này (1822), Hoa kiều từng sống ở Huế dưới thời Tây Sơn vẫn còn hoài niệm về sự cai trị của Nguyễn Huệ, họ nhận xét với thương gia người Anh cho rằng Quang Trung cai trị ôn hòa và công bằng hơn các vua nhà Nguyễn (Gia Long và Minh Mạng) (xem chi tiết tại những cải cách tiến bộ của vua Quang Trung).
Cuộc đời hoạt động của Nguyễn Huệ đã đóng góp quyết định vào sự nghiệp thống nhất đất nước của triều đại Tây Sơn Sau 20 năm liên tục chinh chiến và 3 năm trị nước, khi tình hình đất nước bắt đầu có chuyển biến tốt thì Quang Trung đột ngột qua đời ở tuổi 39. Sau cái chết của ông, Nhà Tây Sơn suy yếu nhanh chóng. Người kế vị ông là Quang Toản vẫn còn quá nhỏ (9 tuổi) nên không đủ khả năng để lãnh đạo Đại Việt, triều đình lâm vào mâu thuẫn nội bộ và đã thất bại trong việc tiếp tục chống lại Nguyễn Ánh.
Nguyễn Huệ được Bộ Văn hóa, Thể thao và Du lịch liệt kê vào danh sách 14 vị Anh hùng dân tộc tiêu biểu của Việt Nam. Nhiều trường học và đường phố ở các địa phương được đặt các tên Quang Trung và Nguyễn Huệ.

## Nguồn gốc và giáo dục

Nguồn gốc dòng Tây Sơn

### Tham gia khởi nghĩa

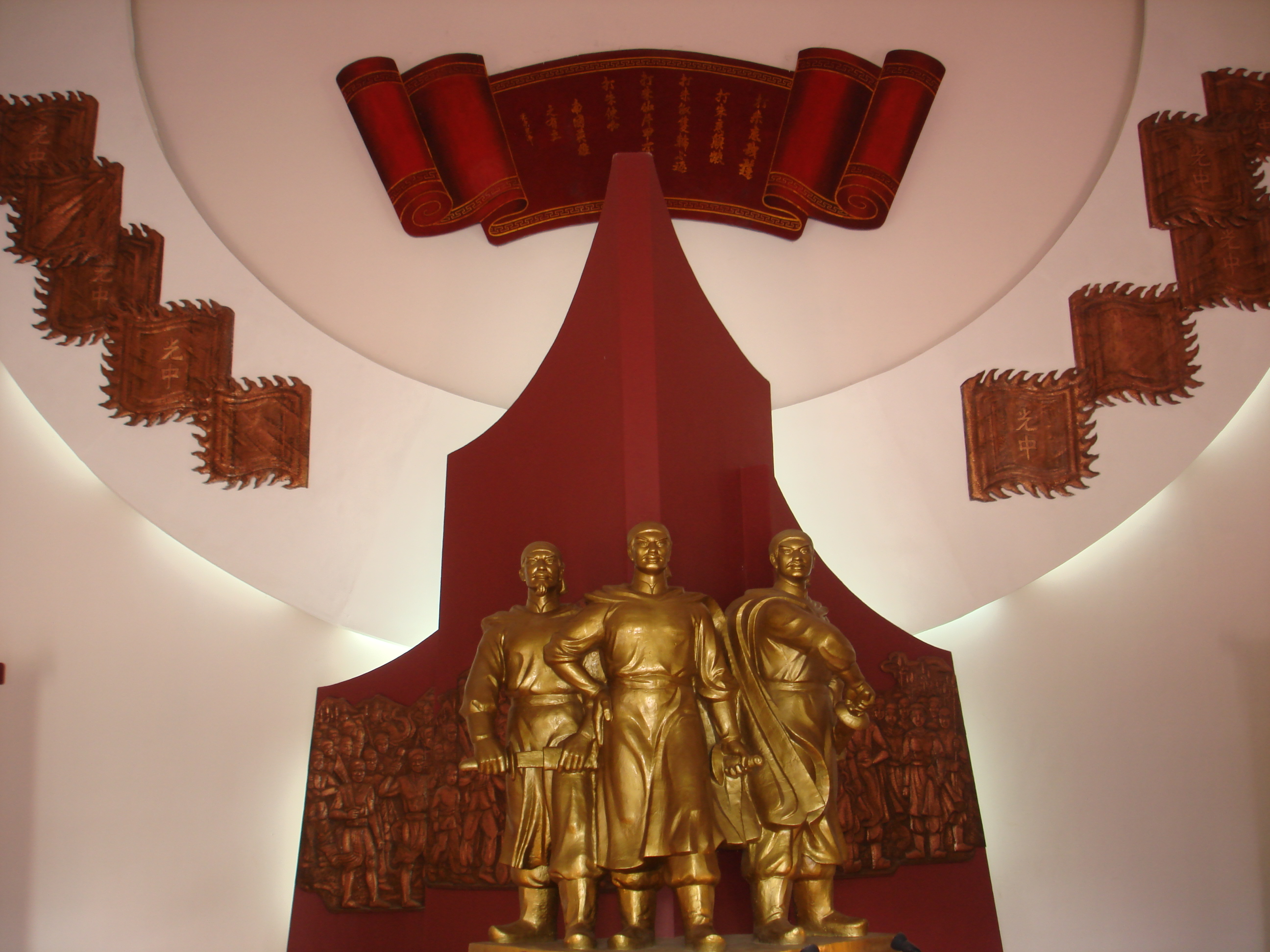
Tượng ba anh em nhà họ Nguyễn: Nguyễn Huệ, Nguyễn Nhạc, Nguyễn Lữ

## Trận Rạch Gầm - Xoài Mút

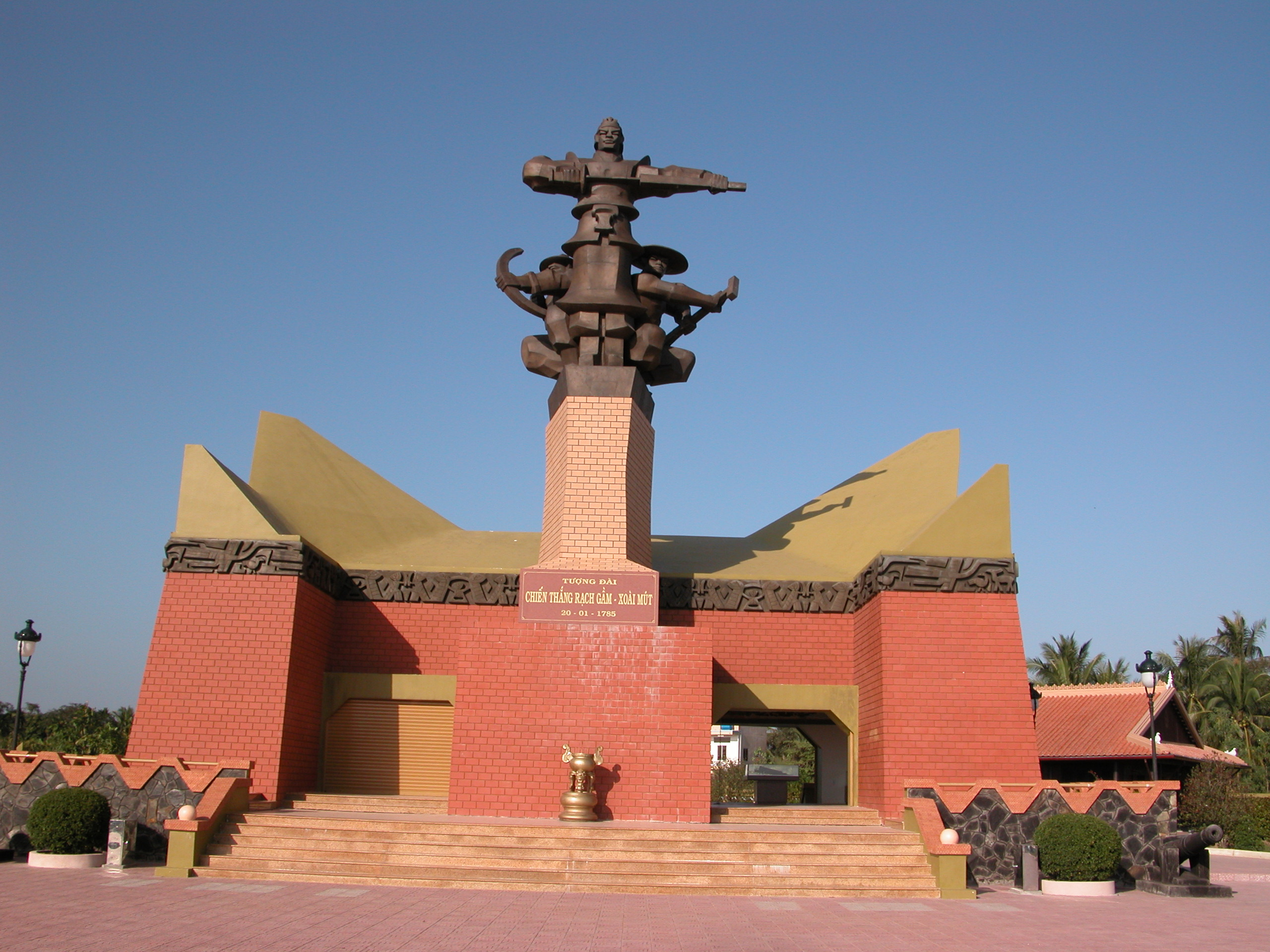
Tượng đài kỷ niệm chiến thắng Rạch Gầm-Xoài Mút trong khu di tích lịch sử Rạch Gầm-Xoài Mút, Châu Thành

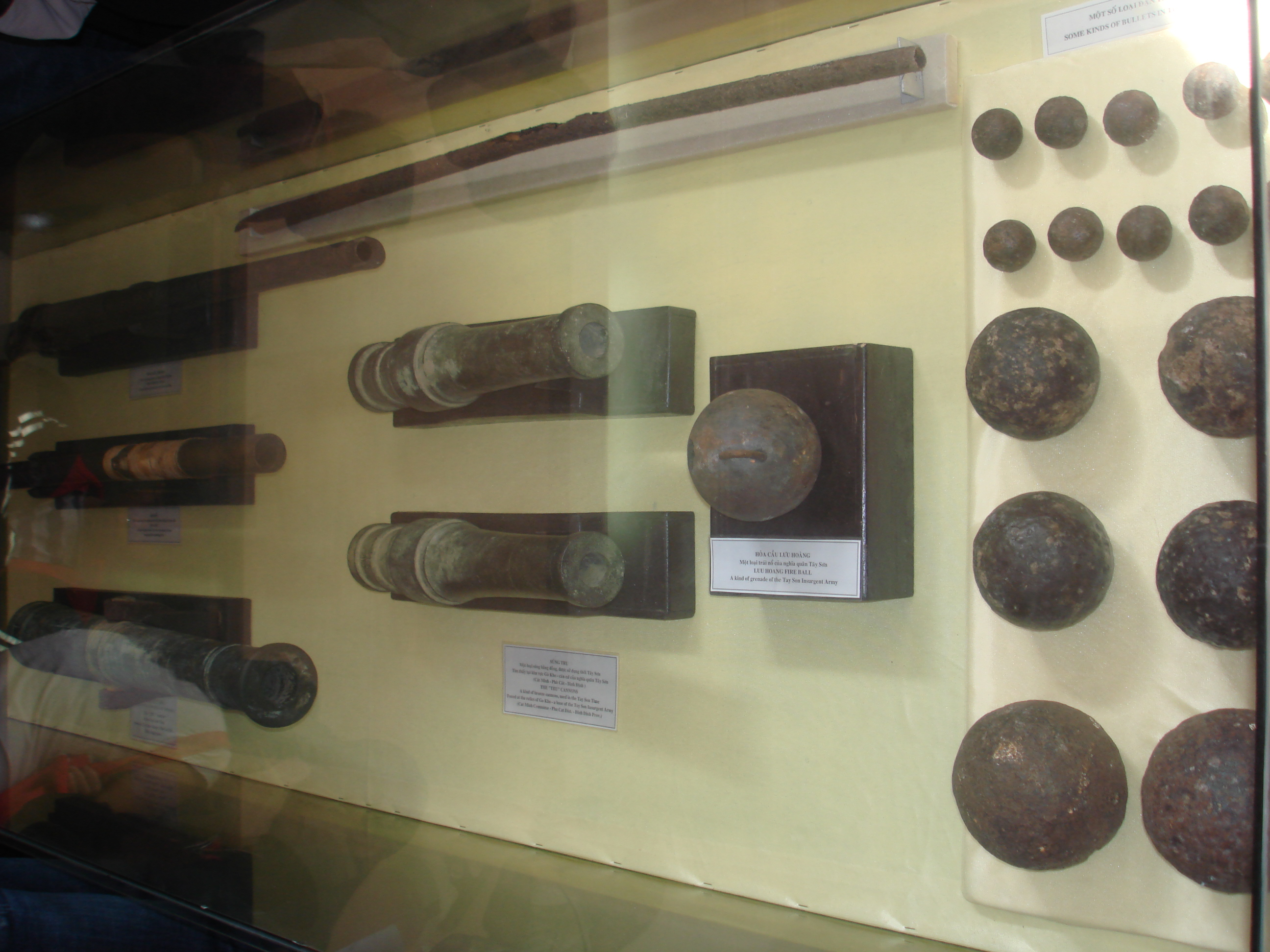
Đạn dược sử dụng trong thời Tây Sơn

## Tưởng niệm

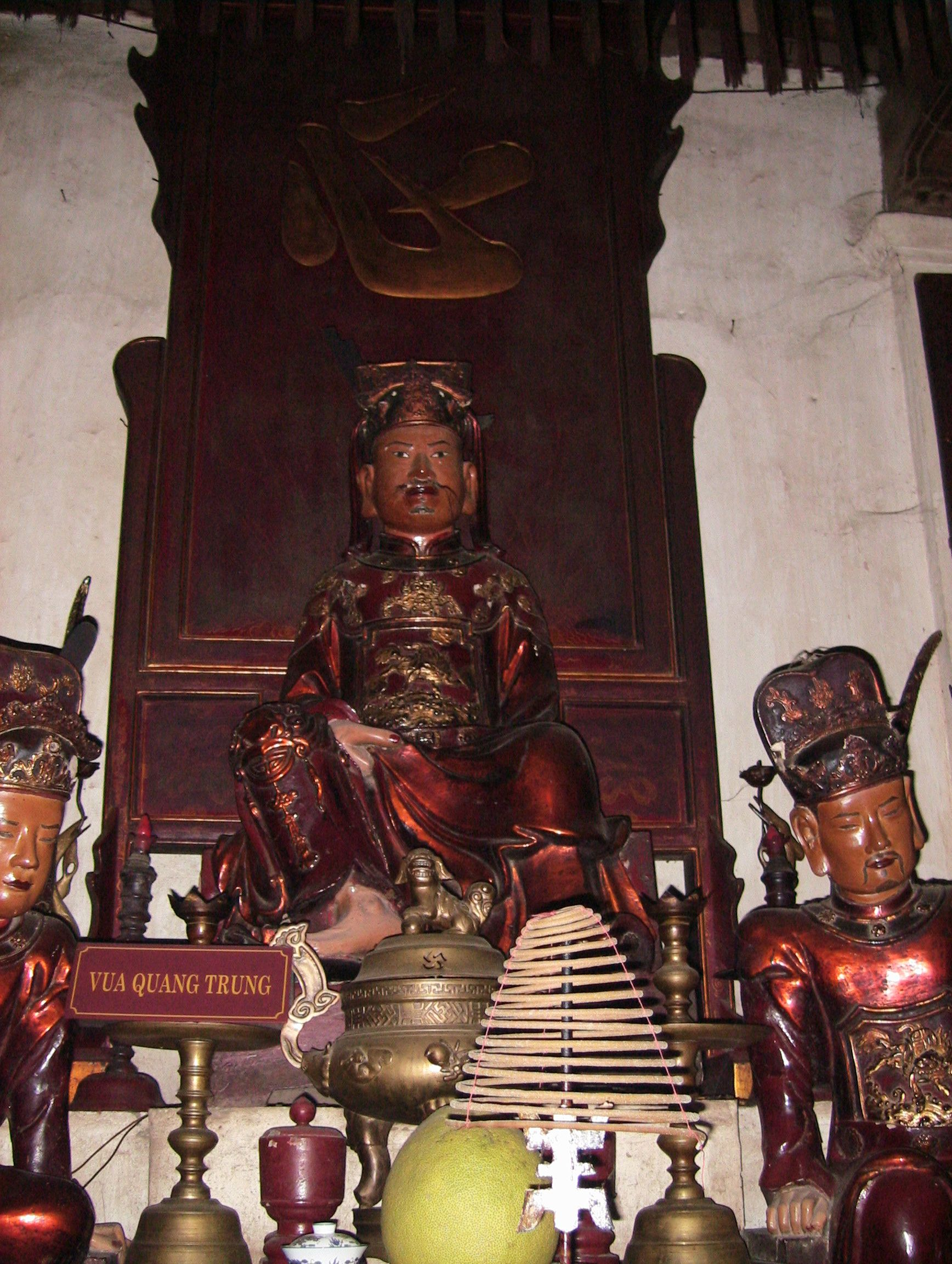
Tượng vua Quang Trung trong chùa Bộc

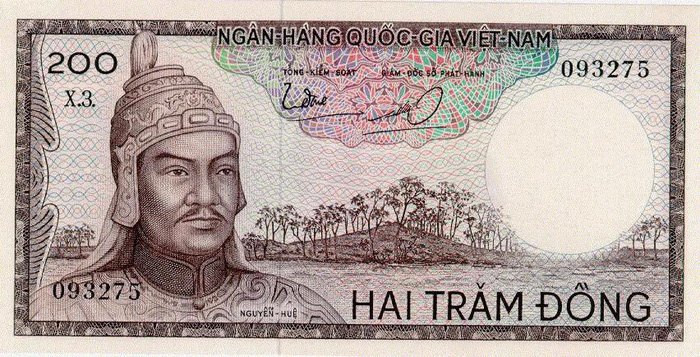
Tiền giấy Việt Nam Cộng hòa có hình Quang Trung

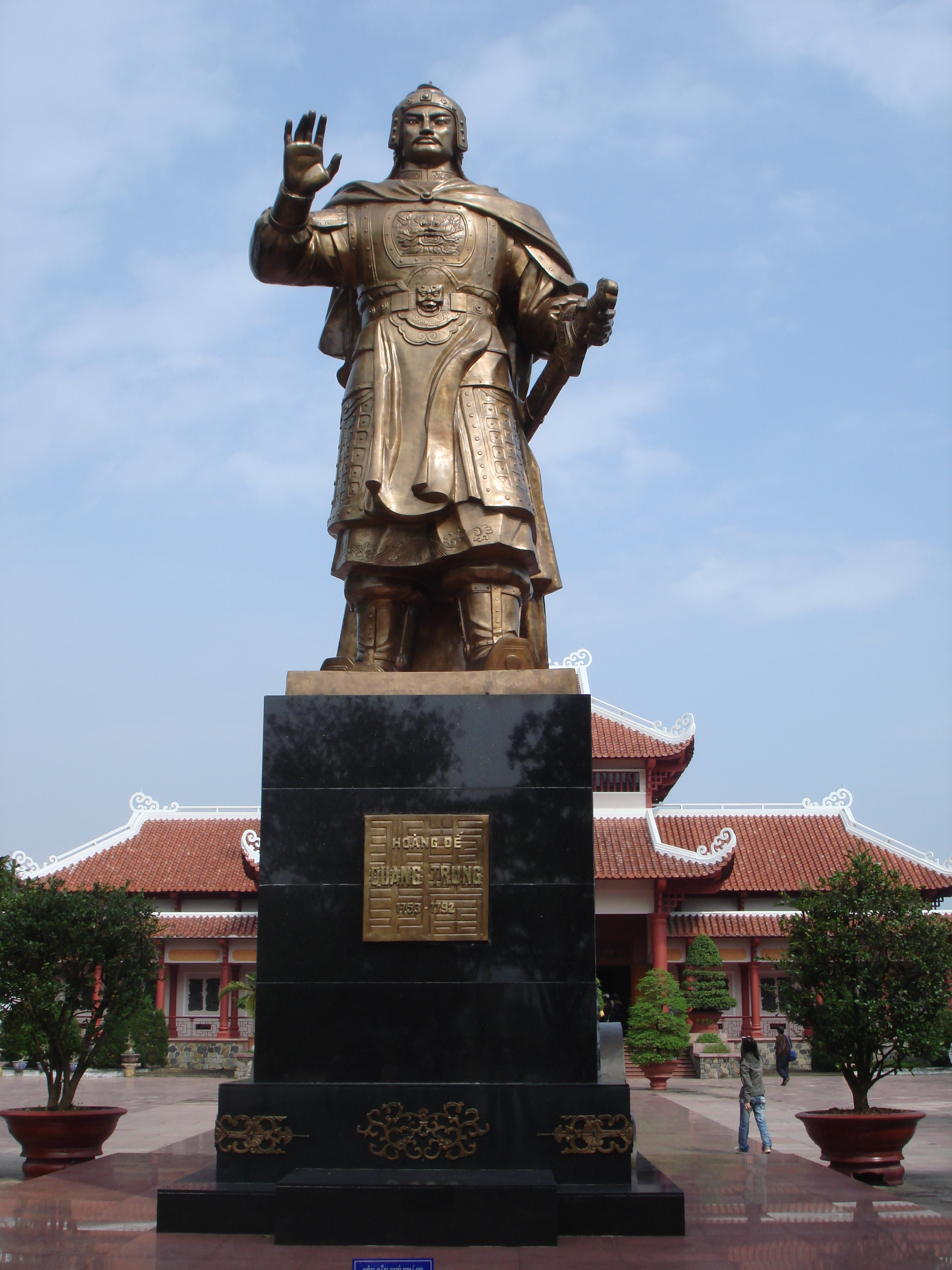
Tượng vua Quang Trung trước Bảo tàng Quang Trung

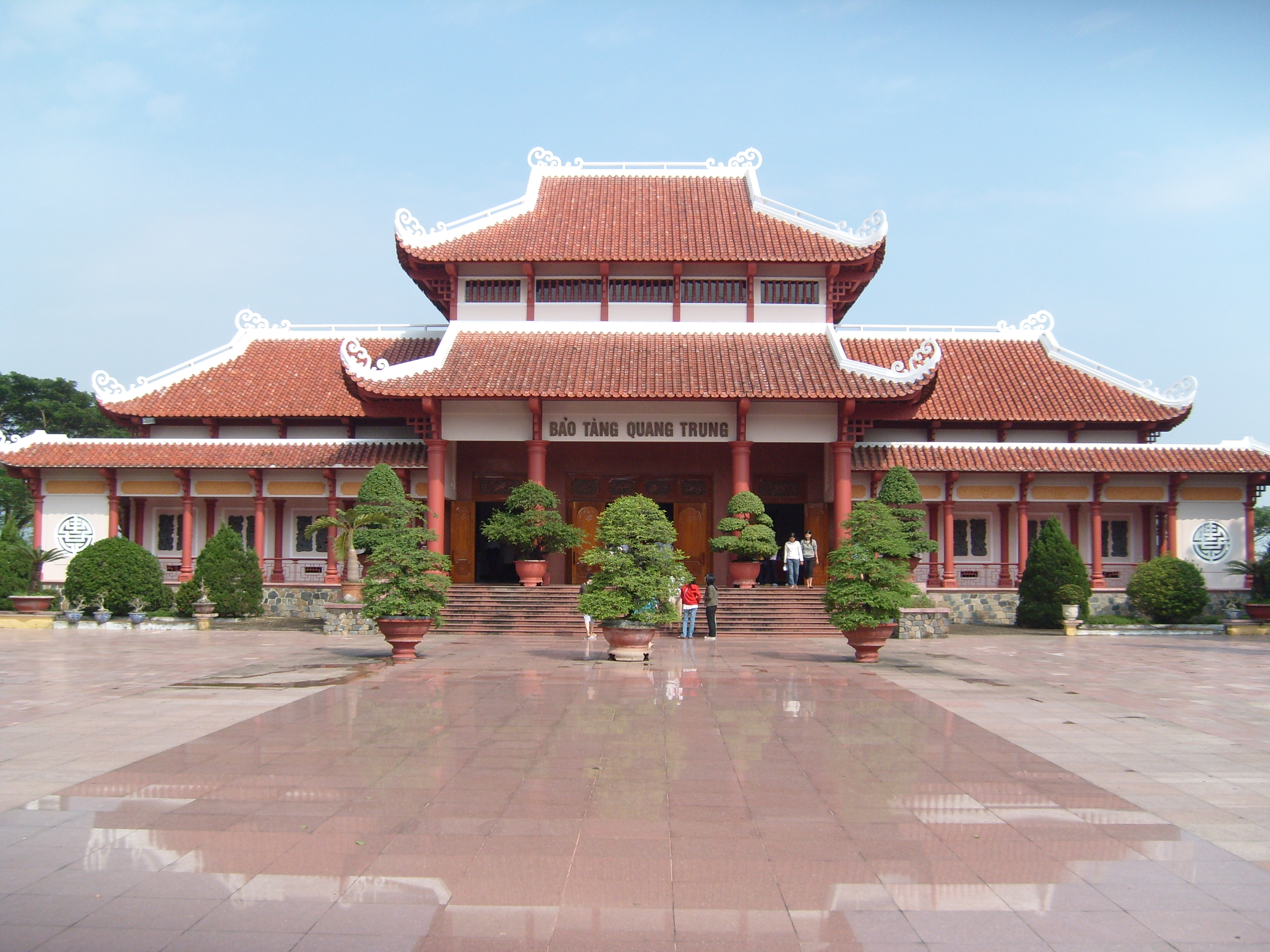
Bảo tàng Quang Trung.